# Tim Tebow
Timothy Richard Tebow, detto Tim (Makati, 14 agosto 1987), è un ex giocatore di football americano statunitense che ha militato nel ruolo di quarterback nella National Football League (NFL).
Oltre che per la sua carriera come giocatore, è stato considerevolmente al centro dell'attenzione pubblica per le proprie manifestazioni di fede religiosa, sia dentro che fuori dal campo. Al college giocò a football all'Università della Florida, vincendo l'Heisman Trophy nel 2007 e conquistando con la squadra due campionati NCAA, nelle stagioni 2006 e 2008. Fu scelto come 25º assoluto nel corso del Draft NFL 2010 dai Denver Broncos.

## Carriera universitaria
Tebow divenne il quarterback titolare dei Florida Gators durante la stagione 2007, riuscendo poi a essere il primo giocatore al secondo anno a vincere l'Heisman Trophy, il massimo riconoscimento individuale a livello universitario. Nel 2008 portò la squadra a un record di 13–1 e al secondo titolo nazionale in tre anni, venendo nominato miglior giocatore della finale. Anche nell'anno seguente i Gators terminarono con un bilancio di 13-1. Al termine della sua carriera universitaria aveva stabilito i record della Southeastern Conference per efficienza nei passaggi e touchdown su corsa, rispettivamente al secondo e decimo posto della storia della NCAA in tali categorie.
Premi e vittorie al college
- Campione NCAA (2006, 2008)
- First-team All-American (2007, 2008)

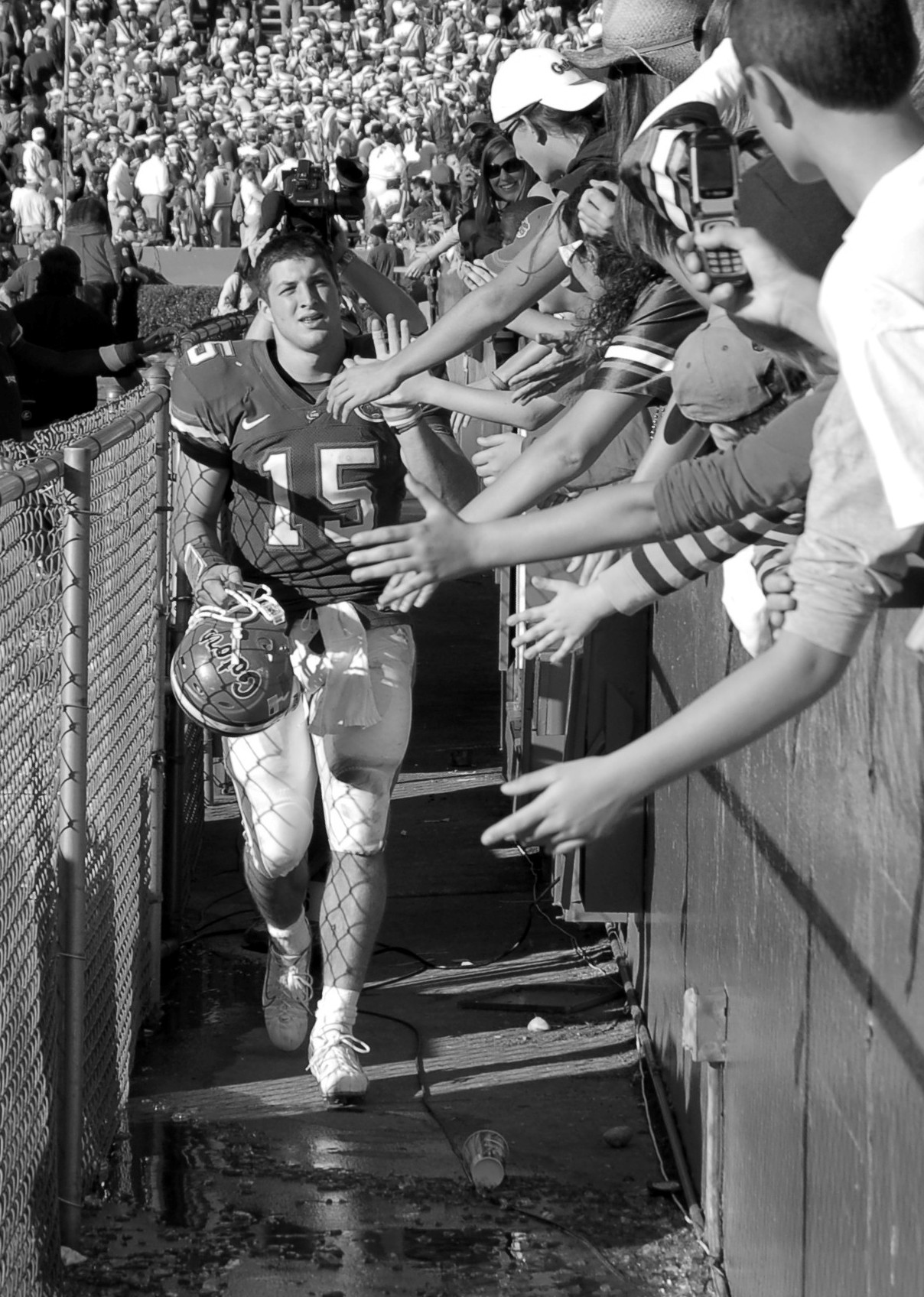
Tebow nel 2007

- Davey O'Brien Award (2007)
- Maxwell Award (2007, 2008)
- Heisman Trophy (2007)
- Quarterback dell'anno (2007)
- Giocatore offensivo dell'anno della SEC (2008)
- Manning Award (2008)

Statistiche al college
| 2006 | Florida Gators | 14 | 201,7 | 33  | 22  | 66,7 | 358   | 5  | 1  | 0  | 89  | 469   | 8  |
| 2007 | Florida Gators | 13 | 172,5 | 350 | 234 | 66,9 | 3.286 | 32 | 6  | 13 | 210 | 895   | 23 |
| 2008 | Florida Gators | 14 | 172,4 | 298 | 192 | 64,4 | 2.747 | 30 | 4  | 15 | 176 | 673   | 12 |
| 2009 | Florida Gators | 14 | 156,6 | 304 | 213 | 70,1 | 2.895 | 21 | 5  | 25 | 217 | 910   | 14 |
|      | Totali         | 55 | 176,- | 985 | 661 | 67,1 | 9.286 | 88 | 15 | 53 | 692 | 2.947 | 57 |
|      |                |    |       |     |     |      |       |    |    |    |     |       |    |

Fonte:ESPN College football statistics

## Carriera nel football americano

### Denver Broncos

#### Stagione 2010
Tebow fu scelto nel Draft NFL 2010 come 25ª scelta assoluta dei Broncos. Denver acquisì la scelta in uno scambio coi Baltimore Ravens la notte prima del draft, il 22 aprile. I Ravens ricevettero una scelta del secondo, terzo e quarto giro con cui scelsero Sergio Kindle, Ed Dickson e Dennis Pitta rispettivamente. Il capo-allenatore dei Broncos Josh McDaniels disse delle sue due scelte del primo giro, incluso Tebow, "Vogliamo giocatori che siano duri, intelligenti, abbiano un grande carattere, amino il football e desiderino aiutare i Broncos a vincere un titolo. Penso che entrambi i giocatori siano adatti per questo ruolo e penso che ciò sia quello che stiamo cercando in tutti i nostri giocatori. Stiamo cercando di costruire una chimica di squadra e una squadra che sia in grado di vincere il titolo, e questo è tutto." Inoltre riferendosi nello specifico a Tebow disse: "Ha tutte le qualità che stiamo cercando. Si tratta di una buona scelta. Tebow rispose in un'intervista dicendo, "La mia gioia più grande a Denver sarà ripagare l'allenatore McDaniels per aver creduto in me." Tebow disse inoltre ai suoi critici: "Ho semplicemente la passione per giocare a football. Quando fai cose diverse dalle altre persone, e non ti accontenti di stare nella media, ti apri alla possibilità di essere criticato. Ma io sono pronto. Ho imparato a conviverci. Non ho mai voluto fare le cose come le fanno gli altri."
L'editorialista del Denver Post Woody Paige commentò la scelta dicendo "Tim potrebbe essere un grande ma saprà ripagare il Mile High...Tebow è diventato il quarterback rookie più celebrato della storia e la chiamata di un QB in un draft più controversa della storia dei Broncos da quando Tommy Maddox fu chiamato con lo stesso numero nel Draft 1992, il giocatore più decorato ed il quarterback più determinato, ed è questa la strana dicotomia, dell'intero draft."

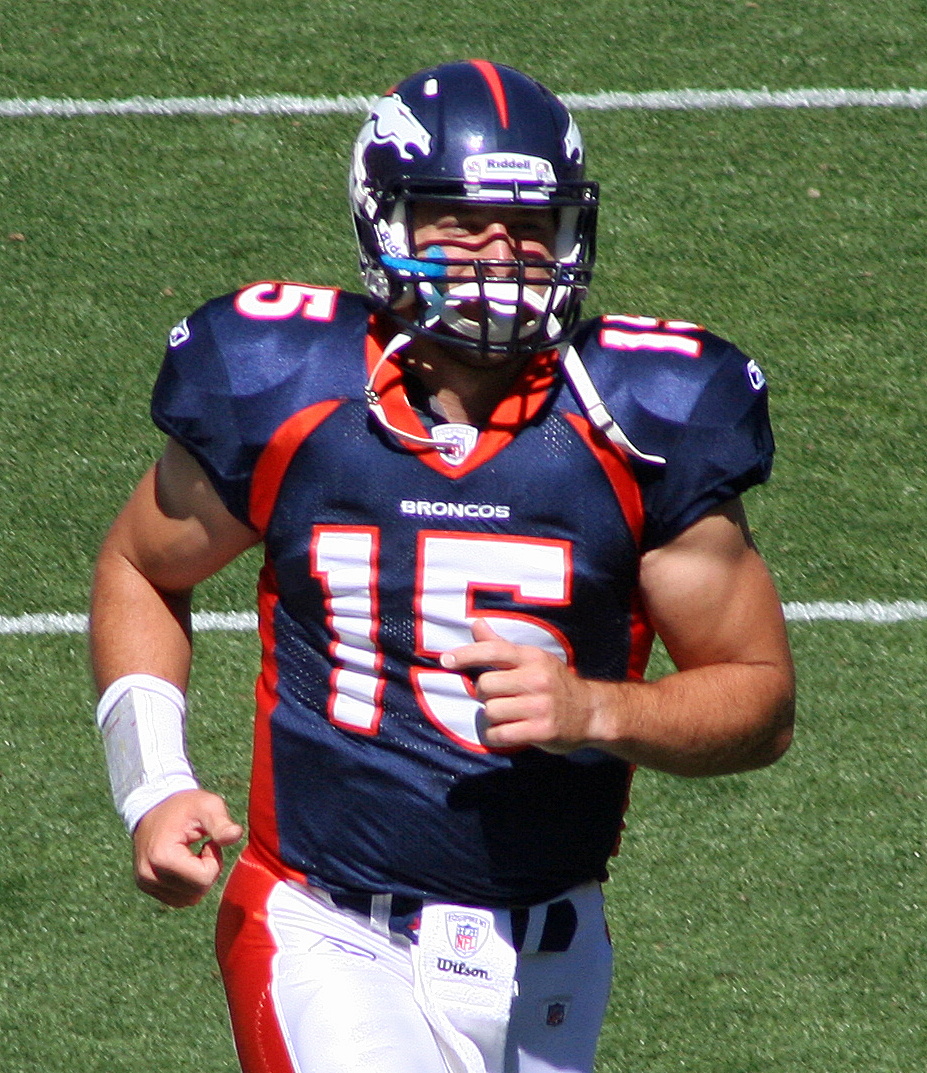
Tebow durante il pre-partita dei Denver Broncos allo Sports Authority Field at Mile High nel 2010.

Tebow indossò il numero 15 sulla sua uniforme dei Broncos, lo stesso numero indossato all'università. Egli stabilì un record NFL di magliette vendute per un giocatore appena scelto nel draft. La sua maglietta fu anche la più venduta dell'intera NFL per ogni mese dopo la sua scelta nel Draft. I Broncos, in totale, guidarono la NFL in numero di magliette vendute.
Il 29 luglio, Tebow firmò un contratto quinquennale coi Broncos del valore di 11,25 milioni di dollari (con la possibilità di salire a 33 milioni in base agli incentivi). Il contratto incluse 8,7 milioni di dollari garantiti.
Il 17 ottobre, Tebow segnò il suo primo touchdown nella NFL, grazie ad una corsa di 5 yard contro i New York Jets. Il 14 novembre, Tebow lanciò un passaggio da touchdown da 3 yard per Spencer Larsen nel suo primo tentativo di passaggio nella NFL, nella vittoria casalinga 49-29 sui Kansas City Chiefs. Nella stessa gara segnò anche un touchdown su corsa. La sua prestazione contro i Chiefs gli fece guadagnare il suo primo premio di rookie della settimana.
Tebow iniziò la sua prima gara da titolare il 19 dicembre, nella sconfitta 39-23 in trasferta contro gli Oakland Raiders. Tebow completò 8 passaggi su 16 per 138 yard, compreso un passaggio da touchdown da 33 yard. Egli corse inoltre per 78 yard, 40 delle quali vennero da una corsa conclusa con un touchdown nel primo quarto della partita. Fu la più lunga corsa conclusa con un touchdown per un quarterback dei Broncos ed il più lungo touchdown su corsa nella storia della NFL per quarterback alla prima partita da titolare. Tebow divenne solo il terzo quarterback nella storia della NFL a lanciare un passaggio da touchdown per 30 o più yard e correre per un altro touchdown per 40 o più yardnella stessa partita. Egli finì la partita con 100,5 di passer rating, il più alto della franchigia per un professionista al debutto.
La prima vittoria di Tebow in carriera giunse la partita successiva il 26 dicembre. I Broncos sconfissero gli Houston Texans, 24-23, a Denver. Tebow aiutò i Broncos a rimontare da uno svantaggio di 17-0 all'intervallo, finendo la gara con 308 yard passate ed un passaggio da touchdown. Nell'ultimo quarto aggiunse anche un touchdown su corsa, che sigillò la rimonta. Tebow fu nuovamente nominato rookie della settimana per questa sua performance.
Tebow terminò la sua stagione da rookie giocando sei partite come riserva (principalmente in giocate che coinvolgevano la formazione wild horse, variante di Denver della formazione wildcat) prima di giocare da titolare le ultime tre partite della stagione dei Broncos. Egli lanciò per un totale di 654 yard, 5 touchdown e 3 intercetti. Egli corse per 227 yard e 6 touchdown. Tebow divenne il primo quarterback nella storia della NFL a correre per un touchdown in ognuna delle sue prime 3 partite da titolare.

#### Stagione 2011

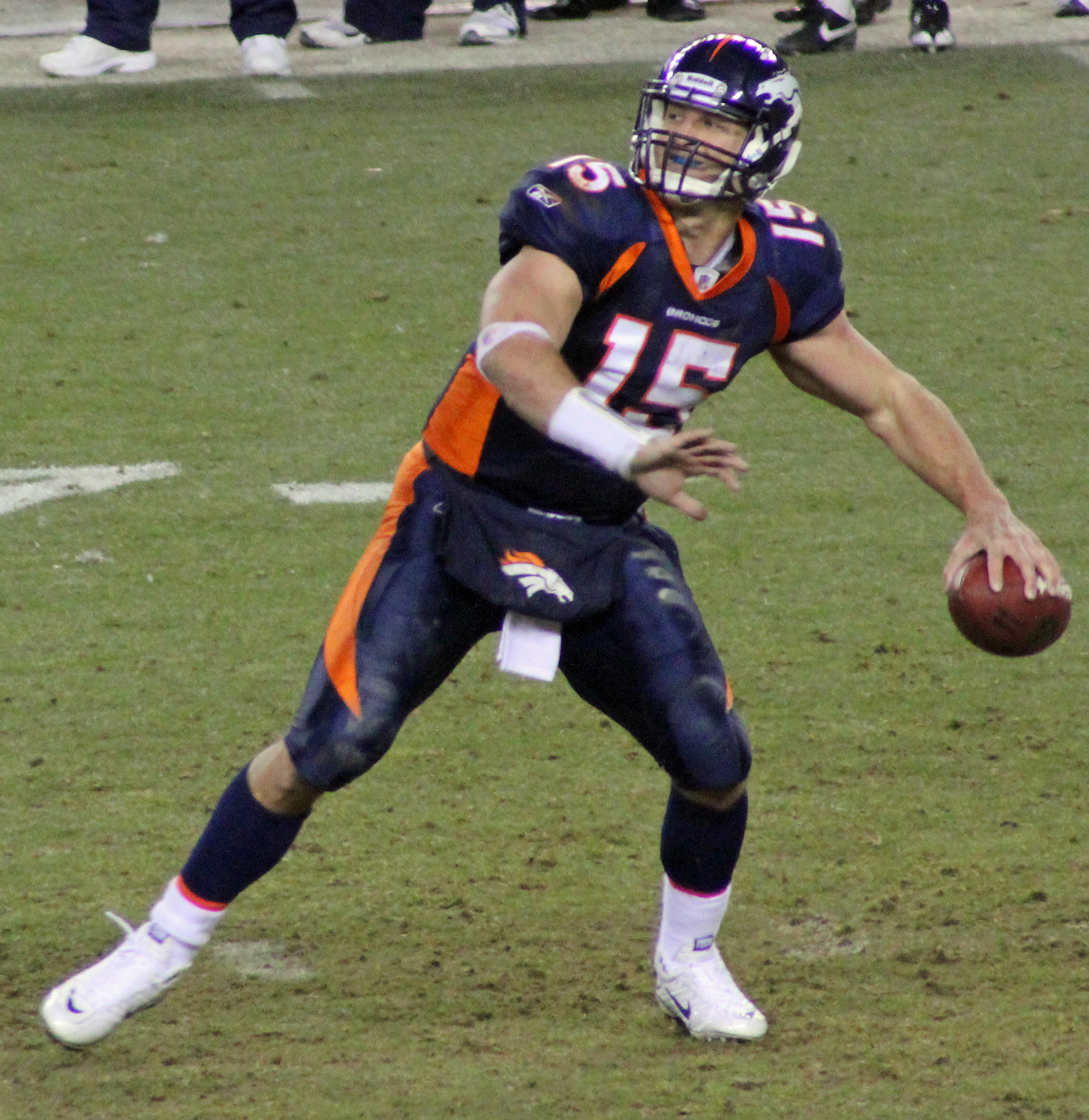
Tim Tebow nel gennaio 2011

Tebow iniziò la stagione 2011 nei Denver Broncos come quarterback di riserva, con Kyle Orton nel ruolo di titolare. Dopo una partenza per 1–4 ed alcune prestazioni deludenti, Orton fu sostituito da Tebow nell'intervallo durante una gara casalinga contro i San Diego Chargers nella quinta settimana della stagione. Tim guidò quasi i Broncos alla rimonta da uno svantaggio di 16 punti, passando un touchdown e correndone un altro nel quarto periodo. I Chargers alla fine vinsero la partita 29–24. Poco dopo, il capo-allenatore dei Broncos John Fox announciò che Tebow sarebbe partito titolare nella partita successiva in trasferta contro i Miami Dolphins. Tebow e la sua squadra faticarono nei primi 3 quarti e mezzo contro i Dolphins ma rimontarono uno svantaggio di 15–0 negli ultimi tre minuti vincendo la partita 18–15 ai supplementari. Denver divenne la prima squadra nella storia della NFL a vincere dopo essere stata in svantaggio di almeno 15 punti negli ultimi 3 minuti.
Il 6 novembre, Tebow corse 117 yard, passando per 124 yard e 2 touchdown, nella vittoria 38–24 in trasferta sugli Oakland Raiders. Fu la prima gara in carriera in cui Tim corse per più di 100 yard. Il running back dei Broncos Willis McGahee corse per 163 yard e 2 touchdown, rendendoli solo la quinta coppia quarterback-running back a correre 100 o più yard a testa nella stessa partita. I Broncos vinsero anche la partita successiva contro i Kansas City Chiefs. Tebow completò due passaggi su 8 per 69 yard ed un touchdown. Il suo secondo completo, un passaggio da TD da 56 yard nel quarto periodo per il wide receiver Eric Decker, mise al sicuro la vittoria per Denver. Tebow divenne il quinto quarterback dal 1980 a vincere una gara completando non più di due passaggi. Quattro giorni dopo completò 9 passaggi su 20 per 104 yard nel Thursday Night Football casalingo contro i New York Jets, guidando il drive del touchdown della vittoria da 95 yard, con meno di sei minuti da giocare ed i Broncos in svantaggi per 13–10. Su una situazione di terzo down&quattro, Tebow corse un touchdwon da 20 yard con meno di un minuto sul cronometro. I Broncos vinsero la partita 17–13. Tebow guidò i Broncos ad un'altra vittoria in rimonta 16–13 sui San Diego Chargers, correndo 22 volte per 67 yard. Quei 22 tentativi di corsa furono il massimo per un quarterback dal 1950.
Nella sua decima partenza da titolare in carriera, Tebow guidò Denver alla terza rimonta consecutiva nel quarto periodo contro i Minnesota Vikings vincendo per 35–32. La domenica seguente, il giocatore guidò l'ennesima vittoria in rimonta, questa volta in casa sui Chicago Bears, dove Denver ebbe la meglio per 13-10 ai tempi supplementari, dopo essere stata in svantaggio per 10-0 a meno di due minuti dalla fine. La sesta vittoria in rimonta di Tebow nel quarto periodo in 11 partenze da titolare furono il massimo nella storia della lega per qualsiasi quarterback.
La striscia vincente fu interrotta dai New England Patriots per 41-23 nella settimana 15. Tebow corse per 2 touchdown e accumulò 300 yard totali contro i Patriots ma Denver perse 41-23. Nella sconfitta dei Broncos 40-14 contro i Buffalo Bills la settimana seguente, Tebow lanciò un touchdown e ne corse un altro, ma subì anche 3 intercetti, due dei quali ritornati in touchdown. Faticò per la seconda settimana consecutiva nella sconfitta 7-3 coi Kansas City Chiefs dell'ex Orton, dove completò solo 6 passaggi su 22 tentativi, concludendo col passer rating peggiore della carriera, 20,6. Grazie alla contemporanea sconfitta degli Oakland Raiders però, i Broncos vinsero la AFC West division, qualificandosi per i playoff con un record di 8 vittorie e 8 sconfitte.
Dopo tre sconfitte consecutive, il vicepresidente dei Broncos, il leggendario quarterback John Elway disse che Tebow stava giocando timidamente e che avrebbe dovuto "osare di più". L'8 gennaio, Denver ospitò i Pittsburgh Steelers durante il primo turno dei playoff NFL. Tebow disputò forse la sua miglior gara da professionista, lanciando per 316 yard, record in carriera, e 2 touchdown, compreso un passaggio da touchdown da 80 yard per Demaryius Thomas nella prima giocata dei supplementari, che permise ai Broncos di vincere la partita per 29–23. Tebow completò 10 passaggi su 21, stabilendo il record di franchigia per il miglior passer rating in una gara di playoff (125,6) e il record NFL di yard medie per passaggio completato (31,6) in una gara di playoff.
I Broncos terminarono la loro stagione perdendo 45–10 contro i New England Patriots di Tom Brady la settimana seguente. Dopo la fine della stagione, Elway confermò che Tebow sarebbe stato il quarterback titolare dei Broncos anche nella stagione 2012.

### New York Jets

#### Stagione 2012
Malgrado le precedenti rassicurazioni di Elway, il posto da titolare di Tebow sembrò traballare all'alba della stagione 2012, quando lo stesso Elway organizzò un incontro col quarterback free agent Peyton Manning. Il 19 marzo, Manning decise di firmare proprio per i Broncos e la franchigia esplorò la possibilità di cedere Tebow. La cessione di Tebow sembrò cosa fatta il 21 marzo 2012 quando, in cambio di una scelta del quarto e sesto giro, Tim (oltre a una scelta del settimo giro) sembrò essere un giocatore dei New York Jets, dove immediatamente si aprì il dibattito su chi avrebbe dovuto essere il titolare tra lui e il recentemente rifirmato Mark Sanchez. La trattativa invece subì delle inattese complicazioni ma nel corso delle ore successive l'affare si sbloccò e Tebow divenne ufficialmente un giocatore dei Jets.
Il 9 settembre, nella gara di debutto vinta contro i Buffalo Bills, Sanchez partì come titolare giocando su ottimi livelli, mentre Tebow giocò come slot receiver, prendendo parte all'azione principalmente dietro il centro nelle azioni su corsa. Tim non tentò alcun passaggio e terminò con 11 yard corse su 5 portate, oltre ad aver recuperato un onside kick. Nel turno successivo, i Jets furono sconfitti 27-10 dai Pittsburgh Steelers: Tebow fu usato come quarterback solo a risultato compromesso e per pochi snap, correndo 22 yard sull'unico tentativo di corsa e senza passaggi tentati. Nella settimana 3, i Jets vinsero ai supplementari contro i Miami Dolphins: Tebow tentò due corse senza guadagnare alcuna yard.
Nel turno successivo, i Jets subirono una brutta sconfitta per 34-0 contro i San Francisco 49ers con Tebow che completò l'unico passaggio tentato da 9 yard e corse due volte senza guadagnare alcuna yard. Nel Monday Night Football della settimana 5 i Jets furono superati dagli Houston Texans con il quarterback che vide incrementare leggermente gli snap disputati, concludendo con 19 yard corse su 5 tentativi, tra cui un quarto down trasformato.
La partita successiva andò meglio per i Jets che vinsero nettamente contro gli Indianapolis Colts: Tebow completò l'unico passaggio tentato da 23 yard su una situazione di quarto down e corse 7 yard su 4 tentativi.
Il 29 aprile 2013 fu svincolato dopo una sola stagione dai Jets.

### New England Patriots
Il 10 giugno 2013 fu annunciata la firma di Tebow coi New England Patriots. Dopo una pre-stagione senza particolari acuti, il 31 agosto 2013 fu svincolato, rimanendo fuori dai campi di gioco nelle stagioni 2013 e 2014, quando si dedicò al ruolo di commentatore televisivo per le gare del college football.

### Philadelphia Eagles
Il 20 aprile 2015, Tebow firmò con i Philadelphia Eagles. Fu svincolato il 5 settembre prima dell'inizio della stagione regolare.

### Jacksonville Jaguars
Il 20 maggio 2021, dopo avere trascorso sei anni fuori dal football, Tebow firmò un contratto di un anno con i Jacksonville Jaguars per giocare come tight end. Fu svincolato il 17 agosto 2021 dopo la prima partita di pre-stagione.

## Palmarès
- Rookie della settimana: 2

10ª e 16ª settimana del 2010
- College Football Hall of Fame (classe del 2022)

## Statistiche

### Stagione regolare
| Anno   | Squadra        | Gare | Gare | Gare | Passaggi | Passaggi | Passaggi | Passaggi | Passaggi | Passaggi | Passaggi | Passaggi | Sack | Sack | Corse | Corse | Corse | Corse | Fumble | Fumble |
| Anno   | Squadra        | G    | GT   | V–S  | Comp     | Ten      | %        | Yard     | Media    | TD       | INT      | Rating   | #    | Yard | Ten   | Yard  | Media | TD    | FUM    | Persi  |
| ------ | -------------- | ---- | ---- | ---- | -------- | -------- | -------- | -------- | -------- | -------- | -------- | -------- | ---- | ---- | ----- | ----- | ----- | ----- | ------ | ------ |
| 2010   | Denver Broncos | 9    | 3    | 1–2  | 41       | 82       | 50.0     | 654      | 8.0      | 5        | 3        | 82.1     | 6    | 26   | 43    | 227   | 5.3   | 6     | 1      | 0      |
| 2011   | Denver Broncos | 14   | 11   | 7–4  | 126      | 271      | 46.5     | 1,729    | 6.4      | 12       | 6        | 72.9     | 33   | 225  | 122   | 660   | 5.4   | 6     | 13     | 6      |
| 2012   | New York Jets  | 12   | 2    | 1-1  | 6        | 8        | 75.0     | 39       | 4.9      | 0        | 0        | 84.9     | 2    | 7    | 32    | 102   | 3.2   | 0     | 0      | 0      |
| Totale | Totale         | 34   | 16   | 9-7  | 173      | 361      | 47.9     | 2,422    | 6.7      | 17       | 9        | 75.3     | 41   | 258  | 197   | 989   | 5.0   | 12    | 14     | 6      |

### Playoff
| Anno    | Squadra        | Gare | Gare | Gare | Passaggi | Passaggi | Passaggi | Passaggi | Passaggi | Passaggi | Passaggi | Passaggi | Sack | Sack | Corse | Corse | Corse | Corse | Fumble | Fumble |
| Anno    | Squadra        | G    | GT   | V–S  | Comp     | Ten      | %        | Yard     | Media    | TD       | INT      | Rating   | #    | Yard | Ten   | Yard  | Media | TD    | FUM    | Persi  |
| ------- | -------------- | ---- | ---- | ---- | -------- | -------- | -------- | -------- | -------- | -------- | -------- | -------- | ---- | ---- | ----- | ----- | ----- | ----- | ------ | ------ |
| 2011-12 | Denver Broncos | 2    | 2    | 1–1  | 19       | 47       | 40.4     | 452      | 9.6      | 2        | 0        | 90.0     | 5    | 28   | 15    | 63    | 4.2   | 1     | 1      | 1      |

## Carriera nel baseball
Tebow l'8 settembre 2016 firmò un contratto con i New York Mets venendo assegnato alle loro formazioni affiliate nelle minor league. L'8 ottobre dello stesso anno fu spostato ai Scottsdale Scorpions, squadra che milita nella Arizona Fall League, in modo da far avvicinare il giocatore al gioco del baseball, che aveva disputato solamente per un paio di anni nel periodo delle scuole superiori.
L'8 marzo 2017 venne invitato per un breve periodo a giocare nella pre-stagione con i Mets. Il 27 marzo 2017 venne assegnato ai Columbia Fireflies al livello A nelle Minor League Baseball (MiLB). Debuttò il 6 aprile contro gli Augusta GreenJackets colpendo un fuoricampo alla sua prima battuta.